# Levcenkî, Romnî
Levcenkî (în ucraineană Левченки) este un sat în comuna Dovhopolivka din raionul Romnî, regiunea Sumî, Ucraina.

## Demografie
Componența lingvistică a localității Levcenkî
     Ucraineană (99,46%)
     Alte limbi (0,54%)
Conform recensământului din 2001, majoritatea populației localității Levcenkî era vorbitoare de ucraineană (99,46%), existând în minoritate și vorbitori de alte limbi.